# نجاة الرازي
نجاة الرازي هي مناضلة نسائية وسياسية وحقوقية منذ ثمانينات القرن الماضي، تشتغل حول قضايا حقوق الإنسان والدفاع على حقوق المرأة، أسست لعدة مبادرات اجتماعية داخل المغرب وخارجه.

## حياتها
نجاة الرازي خبيرة في مجال العنف المبني على النوع وساهمت في عدة مؤتمرات عالمية معنية بحقوق النساء وأطرت العديد من الندوات والورشات التكوينية في هذا المجال. حاصلة على الدكتوراه سنة 2006، في موضوع: استراتيجيات مقاومة النساء للعنف، تحت اشراف الفقيدة فاطمة المرنيسي.انخرطت في صفوف الجمعية المغربية لحقوق الانسان منذ تأسيسها سنة 1979، وشاركت في بلورة الأرضيات التأسيسية للجنة المرأة والنضال من أجل الحقوق الإنسانية الخاصة بالنساء، كما ساهمت من خلال مجموعات نسائية طلابية آنذاك في النقاشات الكبرى المؤسسة للحركة النسائية الحالية.

## انجازاتها
- ساهمت في انطلاق تجربة الاندية النسائية لمحاربة الامية وسط النساء والتي شكلت بدورها مدرسة تدربت فيها العديد من رائدات الحركة النسائية المغربية في النصف الأول من ثمانينات القرن الماضي.
- نجاة الرازي من المبادرات الاساسيات إلى تأسيس الجمعية المغربية للدفاع عن حقوق النساء بالدار البيضاء سنة 1992، وترأستها لعدة سنوات، ولا زالت عضوة بمكتبها الوطني.
- ساهمت في في تأسيس مركز فاما للتوعية القانونية بحقوق النساء سنة 1998، ثم مركز حبيبة الزاهي للنساء ضحايا العنف سنة 2010، كما ساهمت في تأسيس  مرصد عيون للنساء ضحايا العنف ضد النساء سنة 2006، والذي تحملت مسؤولية منسقته الوطنية من 2008 إلى 2012. وهو مرصد يصدر تقارير سنوية عن وضعية العنف الموجه للنساء في المغرب (أصدر إلى الآن 10 تقارير من خلال معطيات مراكز الاستماع للنساء ضحايا العنف)
- شاركت نجاة الرازي في العديد من التنسيقيات النسائية والشبكات، من بينها المجلس الوطني لتغيير مدونة الأحوال الشخصية سنة 1992، ربيع المساواة من أجل تغيير مدونة الأحوال الشخصية ما بين 2000 و2004، ربيع الكرامة منذ سنة 2010، الربيع النسائي للديمقراطية والمساواة سنة 2011، وفي مجموعة من الديناميات المدنية المتعلقة بالدفاع عن الحريات الفردية والحقوق الإنسانية للنساء.[3]

## أعمالها
شاركت في مجموعات البحث التي اهتمت بقضايا المرأة والعنف القائم على النوع الاجتماعي، منها:
- مجموعة “مقاربات Collectif approche ” التي أسستها الكاتبة فاطمة المرنيسي وأشرفت على تنسيقها فيما بعد الأستاذة  عائشة بلعربي،
- مجموعة “لنكسر الصمت” التي كانت تشرف عليها الجمعية المغربية للدفاع عن حقوق النساء، نشر الفنك، بتأطير من الفقيدة فاطمة المرنيسي،

كماأنجزت مجموعة من الدراسات في إطار “البحث الفاعل” Recherche Action  صدرت في شكل كتب جماعية وتقارير مدنية، منها:
- دراسة حول “العنف ضد العاملات الزراعيات بجهة سوس ماسة” سنة 2012 بتعاون مع جمعية نساء الجنوب،
- ”النساء السجينات ” سنة  بتعاون مع اللجنة الجهوية لحقوق الإنسان بالبيضاء سنة 2017،
- ”العنف في عالم الشغل” بتعاون مع الكونفدرالية الديمقراطية للشغل. أطرت ورشات تكوينية لدعم قدرات خلايا التكفل بالنساء ضحايا العنف، وتقوية التنسيق في مجال مناهضة العنف القائم على النوع، وتهتم هاته الورشات بتقوية قدرات المساعدين الاجتماعين بخلايا مناهضة العنف بالمؤسسات العمومية [4]
- ساهمت في إنجاز دراسة ميدانية بمعية حقوقيات حول موضوع العنف القائم على النوع الاجتماعي في مجال وعالم الشغل[5]